# Ceriagrion auritum
Ceriagrion auritum là một loài chuồn chuồn kim trong họ Coenagrionidae.
Ceriagrion auritum được miêu tả khoa học năm 1951 bởi Fraser.